# Pithom
Pithom är en fornlämning i Egypten. Den ligger i guvernementet ash-Sharqiyya, i den nordöstra delen av landet, 100 km nordost om huvudstaden Kairo. Pithom ligger 13 meter över havet.
Terrängen runt Pithom är platt. Runt Pithom är det tätbefolkat, med 762 invånare per kvadratkilometer. Trakten runt Pithom består till största delen av jordbruksmark.